# Szoboszlay-féle összeesküvés
A Szoboszlay-féle összeesküvés egy 1955-1957 között zajló szervezkedés volt Romániában, a kommunizmus megdöntésére. Nevét a mozgalom elindítójáról, Szoboszlay Aladárról kapta.

## A szervezkedés előzményei
A mozgalom a kommunizmussal szembeni elégedetlenség miatt robbant ki. A tagok többségének már volt konfrontációja a kommunista hatalommal, találunk köztük "kulák"nak bélyegzett földbirtokosokat, akiket kényszerlakhelyre hurcoltak; földműveseket, akik ellenezték a kollektivizálást, amely megélhetésüket fenyegette, római katolikus papokat, akiket állandóan megfélemlítettek, de találunk hithű kommunistákat is, akik reformokat akartak.
A szervezkedés elindítója Szoboszlay Aladár római katolikus plébános volt, aki fiatal korában a békepapi mozgalom tagja volt, de később fokozatosan elhatárolódott a mozgalomtól és kommunizmus-ellenessé vált. 1956-ban megírta Confederatio című művét, amelyben kifejtette egy általa elképzelt, Arad központú, Román-Magyar Konföderáció elméletét. Véleménye szerint ez megoldás lett volna a román-magyar konfliktusokra.
Ez az állam azonban csak a kommunizmus megdöntése után jöhetett volna létre, ezért Szoboszlay elhatározta, hogy létrehoz egy mozgalmat, amely fegyveres felkelést fog kirobbantani Romániában, megbuktatva a kommunista kormányt. A felkelés győzelme esetén újra bevezették volna a többpártrendszert, megszüntették volna a kollektivizálást és biztosították a sajtó- és szólásszabadságot. Ezt követően fellázították volna a magyarországi lakosságot, majd a magyar forradalom győzelme esetén a két országot egyesítették volna, létrehozva a Szoboszlay által megálmodott Konföderációt.

## A szervezkedés
Szoboszlay a szervezkedésbe először legközvetlenebb barátait, Reusz Klára Erzsébetet, Alexandru Fîntînaru ügyvédet, báró Huszár Józsefet és bérmakeresztapját, Ábrahám Árpád torjai plébánost vonta be. Ők tovább bővítették a kört és beszervezték azokat az ismerőseiket, akiket megbízhatónak tartottak. Fîntînaru révén sikerült bevonni a szervezkedésbe a magyar nemzetiségű Drăgăniță Iris Máriát (lánykori nevén Mogyorós Mária), aki a caracali tankezred parancsnokának, Constantin Drăgăniță-nek volt a felesége, így az ő közreműködése révén bekerült a szervezkedésbe egy katonatiszt is.
Tamás Imre tanítónak és Ábrahám Árpádnak köszönhetően, Csíkszereda, illetve Torja lakósai közül sokat meg sikerült nyerni a szervezkedés számára, így hamarosan a konspiratív gyűléseket már felváltva, a két településen tartották.
A mozgalom résztvevői a fegyveres felkelés kirobbantását 1956. augusztus 28-ra tűzték ki, amikor is a megegyezés szerint egy csoport vonattal Csíkszeredából Bukarestbe utazott volna, ez alatt a háromszéki tagok Sepsiszentgyörgyre összegyűlve Kónya István ügyvéd vezetésével megtámadták és elfoglalták volna a közeli fegyverraktárt, innen továbbmenve pedig fellázították volna a brassói munkásokat is, majd Bukarestbe vonulva csatlakoztak volna a csíkszeredai csoporthoz, amelynek feladata lett volna a főváros lakosságának fellázítása, ostrom alá vették volna a Párt székházat. Időközben megérkezett volna Bukarestből a Constantin Drăgăniță vezette tankezred, amelynek feladata lett volna a stratégiai okokból fontosabb épületek – külügyminisztérium, rádió, televízió – megszállása. Miután a kormányhoz hű erők ellenállását megtörték, a rádióba beolvasták volna a forradalom győzelmét és a köztársaság megalakulását.
A tervnek azonban sok hiányossága volt, például a Kónya István vezette háromszéki csapatok nem lettek volna képesek elfoglalni a fegyverraktárt, mivel nem bővelkedtek fegyverekben, csak néhány darab pisztolyuk volt, a raktárt őrző katonák pedig jól fel voltak szerelve. Ezenkívül Szoboszlay egyszer sem találkozott Drăgăniță ezredessel, csak a feleségén keresztül tartotta vele a kapcsolatot, így az ezredes nem volt megfelelően informálva a tervekről. Ennek a következménye az lett, hogy a tervezett államcsíny napján csak Szoboszlay, Tamás Imre és Huszár Károly jelent meg, a csíkszeredai csoport, akiket a helyi mészáros, Gyenge Dénes kellett volna vezessen távol maradt embereivel együtt, arra hivatkozva, hogy nem volt pénze vonatjegyre. Kónya István is elállt a sepsiszentgyörgyi fegyverraktár megtámadásától, látva, hogy egy esetleges tűzpárbajban az ő csapata húzná a rövidebbet. Drăgăniță ezredes sem indult meg csapatával, mivel nem volt megfelelően tájékoztatva a tervekről. így az államcsínyre nem került sor.
Ezt követően azonban Szoboszlay és társai nem adták fel, hanem egy újabb államcsínyre készültek. Ennek az idejét az 1956-os magyar forradalom kitörése után elérkezettnek látták, így a következő akció időpontját október 26-ra tűzték ki. Az elképzeléseken azonban néhány kisebb mozzanatot leszámítva nem változtattak, emiatt ez a kísérlet is kudarcra volt ítélve. Gyenge Dénes embereivel most sem jelent meg, Kónya Istvánék fegyverek híján most sem támadták meg a fegyverraktárt, Constantin Drăgăniță pedig továbbra is tétlen maradt. A helyzet reménytelenségét belátva Szoboszlay elhatározta, hogy ha már Romániában nem tud forradalmat kirobbantani, akkor átszökik Magyarországra, hogy segítse legalább az ottanit, de a határon nem tudott átjutni, a magyar forradalmat pedig leverték, így az együttműködés terve is kútba esett.
A szervezkedés tagjai azonban még most sem adták fel, időközben azonban a Securitate egy "Iosif" álnevű besúgó révén tudomást szerzett a szervezkedésről és lecsapott. A szervezkedés tagjait 1957. novemberében mind letartóztatták.

## A Szoboszlay-per
A Securitate összesen 57, többségében magyar nemzetiségű személyt tartóztatott le, a szervezkedésben való részvétele vádjával. A vádlottak felett a kolozsvári III. Hadtest hadbírósága ítélkezett, a szabóból hadbíró őrnaggyá "előléptetett" Macskássi Pál elnökletével. A letartóztatottak közül 10 személyt halálra, 5 személyt életfogytiglanra, a többieket 8-25 év börtönbüntetéssel sújtották. Az ítéleteket a Legfelsőbb Törvényszék Katonai Kollégiuma mindegyik esetben helybenhagyta, a tíz elítéltet Temesváron 1958. szeptember 1-jén golyó által kivégezték. A kivégzésről jegyzőkönyv készült.
A börtönbüntetésre ítéltek közül egy személy, Szörcsey Elek meghalt a börtönben, a többiek 1964-ben amnesztiával szabadultak. Kiszabadulásuk után is a Securitate emberei figyelték őket, a családtagjaikat munkahelyeikről elbocsátották, hátrányos megkülönböztetésben volt részük, emiatt sokan nyugatra szöktek. Változás a megítélésükben csak a rendszerváltást követően történt.

## A kivégzettek listája
- Szoboszlay Aladár
- báró Huszár József
- Alexandru Fîntînaru
- Lukács István
- Orbán István
- Tamás Imre
- Tamás Dezső
- Kónya István
- Ábrahám Árpád
- Orbán Károly

## A szervezkedés emlékezete
A szervezkedésben elítéltek rehabilitálása csak 2010-ben történt meg három évnyi pereskedés után, a még élő elítéltek és a meghaltak családjai azonban sem részesültek kárpótlásban. Szoboszlay Aladár lánytestvére, Szabó Emilné, már 2006-ban rehabilitációs kérelmet nyújtott be, de a kolozsvári táblabíróság elnöke, Monica Cîmpeanu, elutasította a kérelmét, azzal az állítással, hogy a hadbíróság jogosan járt el. Szabó Emilné kijelentette, hogy amennyiben nem sikerül testvére rehabilitálását Romániában elérnie, a strasbourgi emberjogi bírósághoz fordul, erre azonban végső soron nem került sor.
A kivégzettek és a börtönben elhunyt Szörcsey Elek holtteste mindmáig ismeretlen helyen nyugszik.
A Volt Politikai Foglyok Szövetsége Kézdivásárhelyen, Torján és Budapesten, a rákoskeresztúri temető 301-es parcellájában kopjafát állított emlékükre.